# Camille Vasquez
Camille Vasquez (San Francisco, California; 6 de julio de 1984) es una abogada y activista estadounidense, conocida por haber representado al actor Johnny Depp en el caso de difamación que presentó contra su exesposa Amber Heard.

## Biografía
Camille Vásquez nació en 24 de julio de 1984 en el Condado de Alameda, California, Estados Unidos. Su padre Leonel Vasquez es colombiano y su madre María Marilia Puentes es cubana.

## Estudios
Obtuvo su licenciatura en ciencias magna cum laude de la Universidad del Sur de California en 2006. En 2010, obtuvo su Doctorado en Jurisprudencia de la Facultad de Derecho de Southwestern en Los Ángeles, California.

### Carrera profesional
La carrera legal de Vásquez se ha centrado en litigios y arbitrajes, particularmente en la representación de demandantes en litigios por difamación. A partir del 2022, ejerce como asociada en la oficina del sur de California de la firma Brown Rudnick. Vásquez representó a Johnny Depp en casos contra su ex abogado y gerente comercial y luego en su demanda por difamación contra su exesposa, Amber Heard. 
Vasquez estuvo en el juicio por difamación en el condado de Fairfax, Virginia, que comenzó el 11 de abril y finalizó el 1 de junio del 2022.El demandante Johnny Depp alegó tres cargos de difamación por 50 millones de dólares en daños y perjuicios de la acusada Amber Heard, quien contrademandó 100 millones.
Depp y Heard son actores que estuvieron casados entre 2015 y 2017. En diciembre del 2018, Heard publicó un artículo de opinión en The Washington Post describiéndose a sí misma, sin nombrar a Depp, como "una figura pública que representa el abuso doméstico" y "viendo, en tiempo real, cómo las instituciones protegen a los hombres acusados de abuso”. Depp negó las acusaciones y culpó a la publicación por dañar su reputación y su carrera, lo que provocó que sufriera grandes pérdidas financieras.
El 1 de junio de 2022, el jurado falló a favor de Depp en los tres cargos y le otorgó $15 millones en daños. El jurado también falló a favor de Heard en uno de sus tres cargos y le otorgó $2 millones. La jueza redujo el monto de los daños punitivos otorgados contra Heard de acuerdo con los límites legales a un monto total de $10,35 millones otorgados a Depp.
Recibió especial atención pública por su representación de Depp en el juicio Depp v. Heard. El juicio se transmitió en vivo y recibió una amplia audiencia en todo el mundo. Como resultado, Google Trends notó un aumento significativo en las búsquedas de su nombre  y un hashtag de su nombre recibió más de 980 millones de impresiones en la plataforma para compartir videos TikTok.
La revista norteamericana Vogue la llamó "celebridad de la noche a la mañana" como consecuencia del juicio.
Después del juicio, la firma Brown-Rudnick, la ascendió al cargo de socia del bufet.

## Vida personal
Es novia de  Edward Owen, un ciudadano británico que trabaja en  una firma de bienes raíces en el Reino Unido, que ocasionalmente tiene que viajar a los Estados Unidos para encargarse de una sucursal que tiene en Nueva York, ambos empezaron su relación sentimental en noviembre de 2021.